# Agrartechnik (Magazin)
Agrartechnik ist ein Fachmagazin für den Handel und die Industrie in der Landtechnikbranche. Das Magazin enthält Berichte, Produktneuheiten und Nachrichten der Landtechnikbranche. Neben dem gedruckten Magazin ist die Website der Agrartechnik ein weiterer Publikationskanal, über welchen für Abonnenten auch das Magazin in digitaler Form abgerufen werden kann. Verleger des monatlich erscheinenden Magazins (Ausnahme Doppelausgabe Juli/August) ist der Deutsche Landwirtschaftsverlag.

## Geschichte
Unter dem Titel „Der Agrar-Markt – Anzeiger für Händler landwirtschaftlicher Maschinen“ erschien 1921 zum ersten Mal im C.G. Vogel-Verlag mit damaligem Sitz in Pösneck eine Zeitschrift, die sich an Betriebe der Landmaschinenindustrie, des -handels und an die Werkstätten richtete. Noch im selben Jahr erhielt sie den Titel „Landmaschinen-Markt – Anzeiger für landwirtschaftliche Maschinen/Geräte“.
Nach dem Umzug des Vogel-Verlags samt Redaktion 1952 nach Würzburg erfolgte 1981 die Umbenennung des „Landmaschinen-Markts“ in „Agrartechnik“. 1994 übernahm der BLV-Verlag (seit 2001 aufgegliedert in Deutscher Landwirtschaftsverlag und BLV Buchverlag) mit Sitz in München die Agrartechnik.

## Auflage
| Jahr    | Q1 1998 | Q1 2000 | Q1 2002 | Q1 2004 | Q1 2006 | Q1 2008 | Q1 2010 | Q1 2012 | Q1 2014 | Q1 2016 | Q1 2018 | Q1 2020 |
| ------- | ------- | ------- | ------- | ------- | ------- | ------- | ------- | ------- | ------- | ------- | ------- | ------- |
| Verkauf | 9.291   | 9.377   | 8.705   | 9.378   | 9.530   | 10.533  | 11.328  | 11.259  | 11.411  | 11.178  | 10.634  | 10.273  |

## Landtechnische Unternehmertage
Die Landtechnischen Unternehmertage LTU finden im jährlichen Rhythmus in Würzburg statt und werden von Agrartechnik veranstaltet. Der Kongress richtet sich an den Fachhandel, Landtechnik-, Baumaschinen- und Motorengerätehersteller sowie Zulieferer. Dabei steht der Austausch und das Vernetzen der Teilnehmer im Vordergrund, aber es werden auch Vorträge zu Fachthemen gehalten.